# Roumanie aux Jeux olympiques de la jeunesse d'hiver de 2012
La Roumanie a participé aux Jeux olympiques de la jeunesse d'hiver de 2012 à Innsbruck en Autriche du 13 au 22 janvier 2012.

## Résultats

### Ski alpin
La Roumanie a qualifié 1 athlète.
Homme
| Athlète             | Épreuve      | Finale        | Finale   | Finale        | Finale |
| Athlète             | Épreuve      | Manche 1      | Manche 2 | Total         | Rang   |
| ------------------- | ------------ | ------------- | -------- | ------------- | ------ |
| Mihai Andrei Cenţiu | Slalom       | 46 s 61       | 46 s 82  | 1 min 33 s 43 | 27     |
| Mihai Andrei Cenţiu | Slalom géant | 1 min 02 s 69 | 58 s 39  | 2 min 01 s 08 | 23     |
| Mihai Andrei Cenţiu | Super-G      |               |          | 1 min 09 s 42 | 30     |
| Mihai Andrei Cenţiu | Combiné      | 1 min 08 s 17 | 43 s 89  | 1 min 52 s 06 | 25     |

### Biathlon
La Roumanie a qualifié 3 athlètes.
Hommes
| Athlète                | Épreuve   | Finale        | Finale  | Finale |
| Athlète                | Épreuve   | Temps         | Manqués | Rang   |
| ---------------------- | --------- | ------------- | ------- | ------ |
| Marius Petru Ungureanu | Sprint    | 22 min 30 s 4 | 3       | 37     |
| Marius Petru Ungureanu | Poursuite | 33 min 20 s 8 | 5       | 23     |

Femmes
| Athlète            | Épreuve   | Finale        | Finale  | Finale |
| Athlète            | Épreuve   | Temps         | Manqués | Rang   |
| ------------------ | --------- | ------------- | ------- | ------ |
| Dorottya Buzas     | Sprint    | 22 min 25 s 9 | 5       | 43     |
| Dorottya Buzas     | Poursuite | 38 min 58 s 4 | 7       | 44     |
| Iulia Ioana Ţigani | Sprint    | 20 min 52 s 2 | 2       | 33     |
| Iulia Ioana Ţigani | Poursuite | 36 min 56 s 8 | 7       | 38     |

Mixte
| Athlète                                                                   | Épreuve                           | Finale            | Finale  | Finale |
| Athlète                                                                   | Épreuve                           | Temps             | Manqués | Rang   |
| ------------------------------------------------------------------------- | --------------------------------- | ----------------- | ------- | ------ |
| Iulia Ioana Tigani Simona Ungureanu Marius Petru Ungureanu Daniel Pripici | Relais mixte ski de fond/biathlon | 1 h 14 min 33 s 5 | 2+10    | 21     |

### Bobsleigh
La Roumanie a qualifié 2 athlètes.
Femmes
| Athlète                              | Épreuve           | Finale   | Finale   | Finale        | Finale |
| Athlète                              | Épreuve           | Manche 1 | Manche 2 | Total         | Rang   |
| ------------------------------------ | ----------------- | -------- | -------- | ------------- | ------ |
| Ana Andreea Constantin Andreea Grecu | Bob à deux femmes | 56 s 42  | 56 s 52  | 1 min 52 s 94 | 6      |

### Ski de fond
La Roumanie a qualifié 2 athlètes.
Hommes
| Athlète        | Épreuve      | Finale        | Finale |
| Athlète        | Épreuve      | Temps         | Rang   |
| -------------- | ------------ | ------------- | ------ |
| Daniel Pripici | 10 km hommes | 33 min 15 s 4 | 30     |

Femmes
| Athlète          | Épreuve     | Finale        | Finale |
| Athlète          | Épreuve     | Temps         | Rang   |
| ---------------- | ----------- | ------------- | ------ |
| Simona Ungureanu | 5 km femmes | 18 min 52 s 9 | 35     |

Sprint
| Athlète          | Épreuve       | Qualification | Qualification | Quart de finale | Quart de finale | Demi-finale   | Demi-finale   | Finale        | Finale        |
| Athlète          | Épreuve       | Total         | Rang          | Total           | Rang            | Total         | Rang          | Total         | Rang          |
| ---------------- | ------------- | ------------- | ------------- | --------------- | --------------- | ------------- | ------------- | ------------- | ------------- |
| Daniel Pripici   | Sprint hommes | 1 min 48 s 54 | 22 Q          | 1 min 54 s 4    | 6               | Non qualifié  | Non qualifié  | Non qualifié  | Non qualifié  |
| Simona Ungureanu | Sprint femmes | 2 min 08 s 45 | 27 Q          | 2 min 11 s 3    | 6               | Non qualifiée | Non qualifiée | Non qualifiée | Non qualifiée |

Mixte
| Athlète                                                                   | Épreuve                           | Finale            | Finale  | Finale |
| Athlète                                                                   | Épreuve                           | Temps             | Manqués | Rang   |
| ------------------------------------------------------------------------- | --------------------------------- | ----------------- | ------- | ------ |
| Iulia Ioana Tigani Simona Ungureanu Marius Petru Ungureanu Daniel Pripici | Relais mixte ski de fond/biathlon | 1 h 14 min 33 s 5 | 2+10    | 21     |

### Hockey sur glace
La Roumanie a qualifié 2 athlètes.
Hommes
| Athlète(s)         | Épreuve            | Qualification | Qualification | Grande Finale | Grande Finale |
| Athlète(s)         | Épreuve            | Points        | Rang          | Points        | Rang          |
| ------------------ | ------------------ | ------------- | ------------- | ------------- | ------------- |
| Mihai Andrei Sotir | Concours d'agilité | 6             | 13            | Non qualifié  | Non qualifié  |

Femmes
| Athlète(s)  | Épreuve            | Qualification | Qualification | Grande Finale | Grande Finale |
| Athlète(s)  | Épreuve            | Points        | Rang          | Points        | Rang          |
| ----------- | ------------------ | ------------- | ------------- | ------------- | ------------- |
| Noemi Ballo | Concours d'agilité | 0             | 14            | Non qualifiée | Non qualifiée |

### Luge
La Roumanie a qualifié 5 athlètes.
Hommes
| Athlète                              | Épreuve       | Finale   | Finale   | Finale         | Finale |
| Athlète                              | Épreuve       | Manche 1 | Manche 2 | Total          | Rang   |
| ------------------------------------ | ------------- | -------- | -------- | -------------- | ------ |
| Daniel Vlăduţ Popa                   | Simple hommes | 41 s 714 | 40 s 894 | 1 min 22 s 608 | 23     |
| Cosmin Eugen Atodiresei Stefan Musei | Double hommes | 43 s 513 | 43 s 589 | 1 min 27 s 102 | 8      |

Femmes
| Athlète                    | Épreuve       | Finale   | Finale   | Finale         | Finale |
| Athlète                    | Épreuve       | Manche 1 | Manche 2 | Total          | Rang   |
| -------------------------- | ------------- | -------- | -------- | -------------- | ------ |
| Elena Denisa Poştoacă      | Simple femmes | 41 s 125 | 41 s 325 | 1 min 22 s 450 | 16     |
| Anamaria Loredana Şovăială | Simple femmes | 41 s 233 | 41 s 134 | 1 min 22 s 367 | 15     |

Équipe
| Athlète                                                                            | Épreuve                   | Finale   | Finale   | Finale   | Finale         | Finale |
| Athlète                                                                            | Épreuve                   | Hommes   | Femmes   | Double   | Total          | Rang   |
| ---------------------------------------------------------------------------------- | ------------------------- | -------- | -------- | -------- | -------------- | ------ |
| Anamaria Loredana Şovăială Daniel Vladut Popa Cosmin Eugen Atodiresei Ştefan Musei | Relais par équipes mixtes | 45 s 821 | 49 s 340 | 48 s 150 | 2 min 23 s 311 | 11     |

### Skeleton
La Roumanie a qualifié 3 athlètes.
Hommes
| Athlète                 | Épreuve           | Finale   | Finale   | Finale        | Finale |
| Athlète                 | Épreuve           | Manche 1 | Manche 2 | Total         | Rang   |
| ----------------------- | ----------------- | -------- | -------- | ------------- | ------ |
| Cosmin Marius Chioibaşu | Individuel hommes | 57 s 97  | 57 s 89  | 1 min 55 s 86 | 4      |

Femmes
| Athlète               | Épreuve           | Finale   | Finale        | Finale        | Finale |
| Athlète               | Épreuve           | Manche 1 | Manche 2      | Total         | Rang   |
| --------------------- | ----------------- | -------- | ------------- | ------------- | ------ |
| Ramona Gabriela Arcoş | Individuel femmes | Annulée  | 1 min 01 s 23 | 1 min 01 s 23 | 10     |
| Andreea Chiosa        | Individuel femmes | Annulée  | 1 min 01 s 65 | 1 min 01 s 65 | 12     |

### Saut à ski
La Roumanie a qualifié 1 athlète.
Hommes
| Athlète              | Épreuve           | 1er saut | 1er saut | 2e saut  | 2e saut | Total  | Total |
| Athlète              | Épreuve           | Distance | Points   | Distance | Points  | Points | Rang  |
| -------------------- | ----------------- | -------- | -------- | -------- | ------- | ------ | ----- |
| Robert Valentin Tatu | Individuel hommes | 62,5 m   | 95,8     | 62,0 m   | 92,1    | 187,9  | 17    |

### Patinage de vitesse
La Roumanie a qualifié 3 athlètes.
Hommes
| Athlète                | Épreuve              | Course 1 | Course 2 | Total           | Rang            |
| ---------------------- | -------------------- | -------- | -------- | --------------- | --------------- |
| Cristian Adrian Mocanu | 500 mètres hommes    | 40 s 50  | 40 s 22  | 80 s 72         | 10              |
| Cristian Adrian Mocanu | Départ groupé hommes |          |          | N'a pas terminé | N'a pas terminé |

Femmes
| Athlète               | Épreuve              | Course 1 | Course 2 | Total         | Rang         |
| --------------------- | -------------------- | -------- | -------- | ------------- | ------------ |
| Bianca Lorena Stănică | 500 mètres femmes    | 45 s 97  | 45 s 63  | 91 s 60       | 12           |
| Bianca Lorena Stănică | Départ groupé hommes |          |          | 6 min 26 s 07 | 18           |
| Alina Bianca Dănescu  | 1 500 mètres femmes  |          |          | 2 min 23 s 40 | 15           |
| Alina Bianca Dănescu  | 3 000 mètres femmes  |          |          | Disqualifiée  | Disqualifiée |
| Alina Bianca Dănescu  | Départ groupé femmes |          |          | 6 min 09 s 66 | 12           |